# Linfärjan Lina
Linfärjan Lina, färja 319, är en av Trafikverket Färjerederiets färjor. Hon byggdes av Smögens Plåt & Svetsindustri AB på Smögen och levererades 1980 för att sättas in på leden Bockholmen – Klädesholmen. Från 1983 sattes hon in på Lyrleden mellan Lyr och Lyresten. 2021 sattes hon in på Arnöleden för att ersätta den gamla färjan Carolina af Arnö som då såldes. Sedan december 2024 blev hon den första av Trafikverkets färjor att drivas på elektricitet.